# Bela (Ajdovščina)
Bela (Ajdovščina) (Duits: Fellach bei Haidenschaft) is een plaats in Slovenië en maakt deel uit van de gemeente Ajdovščina in de NUTS-3-regio Goriška. De plaats telde 35 inwoners op 1 januari 2020.

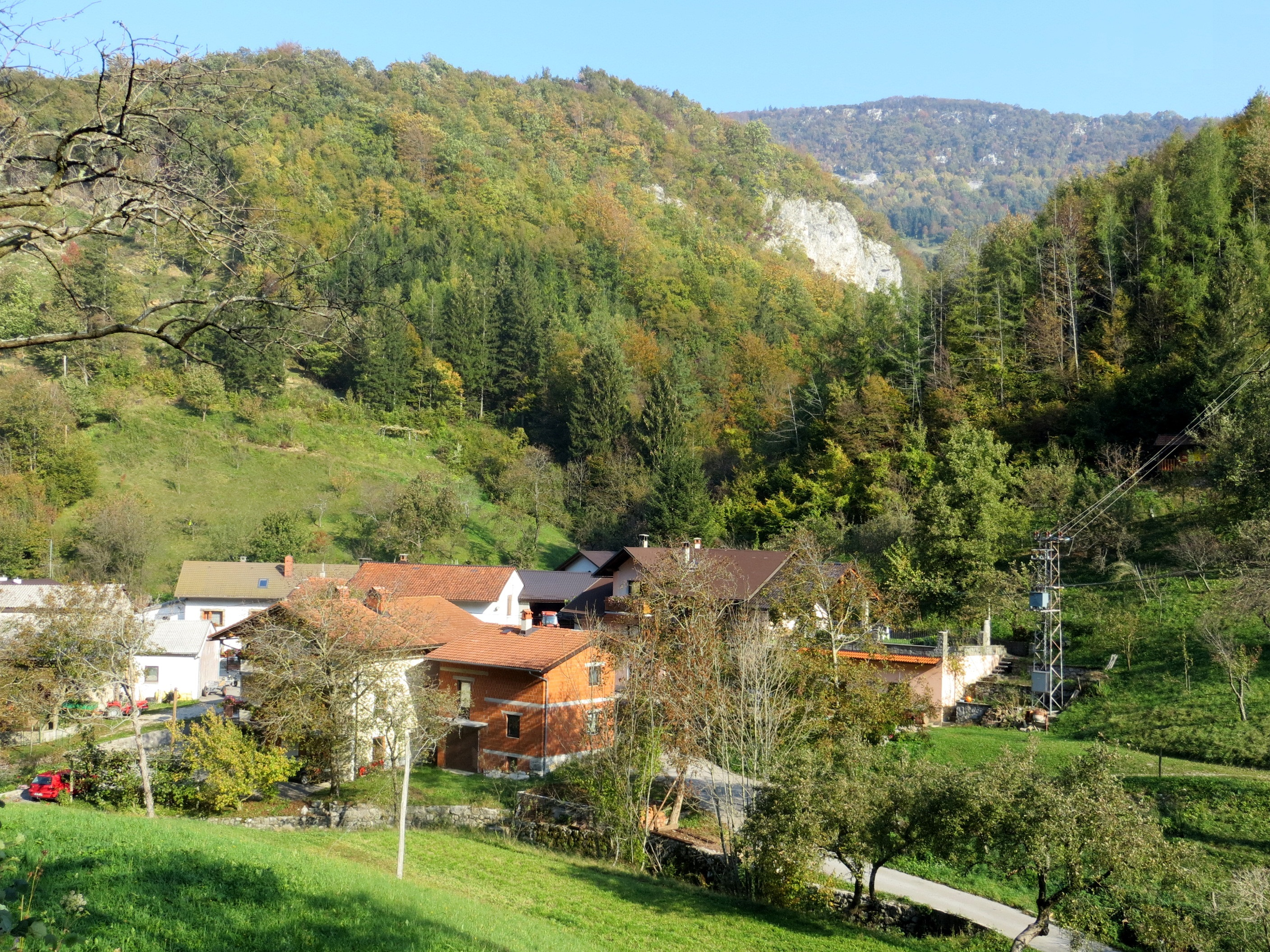
Dorpsaanzicht